# Daphnia dubia
Daphnia dubia är en kräftdjursart som beskrevs av Herrick 1883. Daphnia dubia ingår i släktet Daphnia och familjen Daphniidae. Inga underarter finns listade i Catalogue of Life.